# Harold Michelson
Harold Michelson (* 15. Februar 1920 in New York City, New York; † 1. März 2007 in Woodland Hills, Kalifornien) war ein US-amerikanischer Szenenbildner, Artdirector und Storyboardzeichner.

## Leben
Michelson begann seine Karriere im Filmstab 1949 als Storyboardzeichner. Er wirkte in den 1950er Jahren in dieser Funktion an großen Hollywoodproduktionen wie Die zehn Gebote und Ben Hur mit. Mitte der 1960er Jahre begann er zunächst beim Fernsehen als Artdirector zu arbeiten. Später betreute er Filmproduktionen wie Zeit der Zärtlichkeit und Ein Ticket für zwei. Als Szenenbildner wirkte er unter anderem an Star Trek: Der Film und Mel Brooks – Die verrückte Geschichte der Welt.
1980 war er für den Science-Fiction-Film Star Trek: Der Film zusammen mit Joseph R. Jennings, Leon Harris, John Vallone und Linda DeScenna für den Oscar in der Kategorie bestes Szenenbild nominiert, die Auszeichnung ging in diesem Jahr jedoch an den Tanzfilm Hinter dem Rampenlicht. 1984 erfolgte eine zweite Nominierung, für den Katastrophenfilm Das China-Syndrom zusammen mit Polly Platt, Tom Pedigo und Anthony Mondell. Auch in diesem Jahr zog Michelson den Kürzeren, es gewann das Drama Fanny und Alexander.
Michelson arbeitete mehrfach mit den Regisseuren Billy Wilder, Alfred Hitchcock und Mel Brooks.

## Filmografie (Auswahl)
- 1956: Die zehn Gebote (The Ten Commandments)
- 1959: Ben Hur (Ben-Hur)
- 1960: Das Appartement (The Apartment)
- 1963: Cleopatra
- 1963: Das Mädchen Irma la Douce (Irma la Douce)
- 1963: Die Vögel (The Birds)
- 1964: Marnie
- 1967: Die Reifeprüfung (The Graduate)
- 1979: Hair
- 1979: Star Trek: Der Film (Star Trek: The Motion Picture)
- 1981: Mel Brooks – Die verrückte Geschichte der Welt (History of the World, Part I)
- 1983: Zeit der Zärtlichkeit (Terms of Endearment)
- 1986: Die Fliege (The Fly)
- 1987: Ein Ticket für zwei (Planes, Trains & Automobiles)
- 1990: Dick Tracy
- 1996: Matilda
- 2003: Der Appartement-Schreck (Duplex)

## Nominierungen (Auswahl)
- 1980: Oscar-Nominierung in der Kategorie bestes Szenenbild für Star Trek: Der Film
- 1984: Oscar-Nominierung in der Kategorie bestes Szenenbild für Zeit der Zärtlichkeit